# Asterisco (programa de televisión)
Asterisco fue un programa de videos musicales transmitido por MTV Latinoamérica. Tuvo sus inicios en el 13 de junio de 2005 remplaza a 120 minutos y producido por esta misma en el cual se emitían videos con comentarios subjetivos y no verídicos hacia los televidentes que participan en él. El televidente envía un mensaje de texto desde su celular y le es devuelto un mensaje meramente subjetivo con contenido distinto, a inicios de 2009 dejó de trasmitir, asterisco fue remplazado por Playlist Temático, dependiendo de la sección. El mensaje también es transmitido en el show aleatoriamente.
Algunas de las secciones que participaban eran:
- Parejas, Matchmaker.
- Horóscopos.
- Amistad.
- Novios.
- Celebridades.
- Porno, XXX.
- Q-TAL-BSAS
- QUIEN QMPLE COMO YO?

## Información adicional
El televidente se expone a gastar en un mensaje que le devolverá otro con un contenido completamente subjetivo, no verídico y cuyo fin es únicamente de entretenimiento.
En este programa se mostraban videos de bandas indies que normalmente no se muestran en otros programas de MTV.